# Jens Peter Jacobsen
Pour les articles homonymes, voir Jacobsen.
Œuvres principales
- Madame Marie Grubbe (1876)
- Niels Lyhne (1880)

Jens Peter Jacobsen ou J. P. Jacobsen, né le 7 avril 1847 et mort le 30 avril 1885, est un écrivain, poète et botaniste danois.

## Biographie
Né dans la petite ville de Thisted, située dans le Jutland, Jens Peter Jacobsen est le fils d'un père commerçant. Il est un élève brillant, ce qui lui permet de fréquenter l'université de Copenhague, où il obtient un diplôme en biologie. Il traduit les œuvres de Charles Darwin en danois, dont L'Origine des espèces, aidant ainsi à populariser la théorie de l'évolution en Scandinavie. Il participe également à des expéditions scientifiques de collecte de spécimens botaniques dans les îles d'Anholt et de Leæsø, financées par le gouvernement danois. Cependant, c'est la littérature qui est sa véritable passion.
Sa première œuvre publiée est la nouvelle Mogens, en 1872. Elle sera suivie en 1876 d'un roman historique, Madame Marie Grubbe, situé au XVIIe siècle. Il raconte la vie d'un personnage réel, fille d'un membre de la petite aristocratie danoise, qui épouse le fils bâtard du roi, mais qui divorce et se lie avec des hommes situés de plus en plus bas dans l'échelle sociale afin d'achever sa libération personnelle et sexuelle. Le roman constitue une étude psychologique remarquable d'un personnage féminin et a été largement traduit, y compris en français. Il est d'ailleurs salué comme une étape majeure dans le développement de la littérature scandinave, entre autres par le critique Georg Brandes, autant pour son sujet que pour son style très recherché et personnel.
Ce premier roman est suivi en 1880 de Niels Lyhne, roman sur le développement d'un personnage qui finit par embrasser l'athéisme et sur les tribulations qu'il subit dans la société contemporaine.
En 1873, il entreprend un long voyage en Allemagne et en Italie. C'est au milieu des merveilles de Florence qu'il est terrassé par l'hémoptysie (dans son cas, la tuberculose) qui va l'emporter. Il regagne en toute hâte le Danemark, s'installe à Thisted chez ses parents, face au grand fjord de son enfance. Il n'a que vingt-six ans mais sait qu'il lui reste peu de temps pour parachever une œuvre qu'il veut comme un hymne à la vie des sens et de l'esprit.
En 1882, Jacobsen rassemble les différentes nouvelles qu'il a publiées dans un seul recueil, regroupant, outre Mogens, sa première œuvre, les nouvelles de La Peste à Bergame et Madame Fons, elles aussi restées célèbres. De temps à autre il se rend à Copenhague pour retrouver ses rares amis, Edvard Brandes et Vilhelm Mœller. Sur le conseil des médecins, il entreprend encore un voyage au lac Léman, puis vers les lacs italiens en remontant par le sud de la France.
À bout de forces, à l'aube du 30 avril 1885, il se redresse dans son fauteuil de malade pour mourir debout, à l'instar de son héros Niels Lyhne. Ses amis publieront ses poèmes de manière posthume l'année suivante, y compris le cycle des Chants de Gurre.

## Œuvre
L'œuvre littéraire de Jacobsen est très restreinte mais a eu une influence majeure. Il a en fait initié le mouvement réaliste dans la littérature danoise, et son influence s'étend à la littérature de langue allemande, puisque le poète Rainer Maria Rilke et le romancier Thomas Mann comptent parmi ses admirateurs, tandis que les compositeurs Arnold Schönberg et Carl Nielsen ont adapté chacun en musique ses Gurre-Lieder (« chants de Gurre »).
Le romancier britannique D.H. Lawrence s'est également inspiré de l'œuvre de Jacobsen notamment dans ses revendications en faveur de la liberté sexuelle des femmes dont Marie Grubbe est une figure inoubliable.
Après avoir lu Niels Lyhne, Sigmund Freud dira de Jacobsen qu'il a su l'« émouvoir plus que n'importe quel autre auteur lu au cours de ces neuf dernières années. »

## Liste des œuvres
- Mogens, 1872, nouvelle
- Madame Marie Grubbe (Fru Marie Grubbe, 1876), roman
- Niels Lyhne, 1880, roman
  - Niels Lyhne : entre la vie et le rêve, traduction française de R. Rémusat, Stock, 1928

- Mogens et autres nouvelles (Mogens og andre noveller, 1882), nouvelles
  - On aurait dû y avoir roses (Der burde have været Roser, 1882), nouvelle

- La Peste de Bergame : nouvelle (1re éd. 1882)   (Wikisource) — Publiée dans la Revue politique et littéraire, t. 49, 1892, p. 466-469.
- Digte, 1886, poèmes (inclut les Gurre-Lieder)

- J. P. Jacobsen : Les nouvelles : Mogens, Un coup de feu dans la brume, Deux mondes, Là eussent dû être des roses, La Peste à Bergame, Madame Fønss, Le Docteur Faust. Introduction et traduction française en regard du texte danois par Frédéric Durand. Paris, Aubier-Montaigne, 1965, collection bilingue des classiques étrangers, 297 p. Rééditions : 1) Toulouse, Ombres, 1987, 143 p ; 2) Toulouse, Ombres, Petite bibliothèque Ombres, 1995, 155 p.

## Citations
- "Lorsqu'il se plongeait dans la lecture des grands penseurs, il marchait parmi des géants endormis qui, retrempés dans la lumière de son esprit, se réveillaient et reprenaient conscience de leur force."
- "C'eût été une bonne chose tout de même d'avoir un Dieu à qui adresser des plaintes et des prières."
- "Il n'y a pas de Dieu, et l'homme est son Prophète." (prononcé par Niels Lyhne dans Niels Lyhne).

## Hommages
- (12352) Jepejacobsen, astéroïde.